# 宗泽墓
宗泽墓位于中国江苏省镇江市东北郊宗泽山北麓（此山为京岘山东北余脉），今京口区宗泽路中段南侧的宗泽纪念园内，为宋代名将宗泽与夫人陈氏合葬之墓，最初为陈氏所葬，南宋建炎二年（1128）宗泽病逝后与其合葬。该墓坐南朝北，前为长90米、宽2.5米的墓道，尽头为民国二十六年（1937）修缮时所立牌坊，原横匾上刻“民族之光”（今已改为“宗泽墓”），两侧方柱上刻易君左所题对联，后为墓冢，1984年修缮时改以块石驳砌，周长28.8米，直径3.5米、高2米，冢前为1984年所立墓碑，上刻“宋宗忠简公讳泽之墓”。
南宋嘉定《镇江志》载宋代墓前曾建有享堂，考古发掘表明其主要建筑面阔7间，进深3间，在其东侧稍偏南处有坐东面西的配殿，其规模面阔3间、进深1间，宋以后毁弃，明清时又曾复建，现已不存。